# Глибоке синє море
«Глибоке синє море» (англ. Deep Blue Sea) — американсько-австралійський фантастичний фільм жахів 1999 року режисера Ренні Гарліна. Головні ролі виконували: Сафрон Барроуз, Томас Джейн, Джейм Сміт, Міхаель Рапапорт, Стелан Скарсґард та Семюель Джексон.
Гасло: «Більші. Розумніші. Швидші. Зліші».
За сюжетом, група людей опиняється на підводній лабораторії, де проводилися експерименти над акулами. Набувши високого інтелекту, акули розпочинають полювання на людей, що намагаються врятуватися з лабораторії.

## Сюжет
На групу людей у морі нападає акула. Невдовзі керівниця підводної лабораторії «Акватика» Сьюзен Макалістер дізнається, що це була її піддослідна акула. Завдяки втручанню співробітника «Акватики» Картера Блейка, рибу повертають до лабораторії. Стурбований інцидентом, президент фармацевтичної компанії «Кайміра Фармасьютикалз» Рассел Франклін особисто прибуває на «Акватику», щоб ознайомитися з ситуацією. Сьюзен пояснює, що гормональною терапією мозок акул було збільшено вп'ятеро задля отримання ліків від хвороби Альцгаймера. Лікар Джим Вітлок запевняє, що ці акули полюють лише зграями й напад відбувся помилково. Макалістер демонструє Франкліну відлов акули Картером Блейком, у цей час загадковим чином вимикаються камери спостереження. Вона показує добування мозкової речовини й успішне лікування пацієнта. Та Вітлок необачно наближається до акули й та відкушує йому руку.
Розпочинається шторм, Вітмора відправляють гелікоптером до лікарні. Але коли транспорт пролітає над загоном з акулами, трос не дає відлетіти. Вітмор падає у воду, а гелікоптер — на лабораторію. Акула користується візком з Вітмором, щоб розбити скло й затопити підводний рівень дослідного комплексу. Франклін, Сьюзен, Картер, іхтіолог Дженіс Гіґінз та інженер Скоґінз рятуються й намагаються вийти на верхні рівні.
Усі виходи виявляються затопленими, єдиним порятунком лишається батискаф. Сьюзен зізнається, що мозок акул було збільшено генною терапією, що сильно підвищило інтелект тварин. Коли втікачі дістаються ангара, виявляється, що батискаф розбито. Тим часом кок Дадлі також намагається врятуватися, але в напівзатоплених коридорах його переслідує акула. Урешті він ховається всередині печі, звідки вибирається назовні та вбиває акулу, підірвавши газовий балон.
Коли Франклін розповідає свій план утечі, акула затягує його під воду та з'їдає. Решта знаходить шахту, але лабораторія розпочинає руйнуватися, унаслідок чого драбина в шахті падає. Дженіс убиває акула, решта зв'язує мотузку та зустрічає Дадлі. Той пропонує запустити аварійну помпу, щоб відкачати воду зі затоплених приміщень. Картер і Скоґінз вирушають на пошуки помпи, де останнього наздоганяє акула.
Сьюзен іде забрати таємні документи й опиняється в напівзатопленій кімнаті. Скориставшись електричним кабелем, вона вбиває акулу. Троє вцілілих: Сьюзен, Картер і Дадлі, відшукують люк, яким дістаються на поверхню. В цю мить акула схоплює останнього, але він відбивається хрестиком. Сьюзен вирішує, що необхідно вбити останню акулу. Жертвуючи собою, вона відволікає рибину від пораненого кока та Блейка. Той застрелює акулу гарпуном з піропатроном до того, як вона встигає втекти у відкрите море. До лабораторії прибуває корабель з наступною зміною. Бачачи його, Картер і Дадлі кажуть, що більш не повернуться на цю роботу й лягають на руїнах відпочити.

## Ролі
- Саффрон Берроуз — доктор Сьюзен Макалістер (керівниця підводної лабораторії «Акватика»)
- Томас Джейн — Картер Блейк (професійний дайвер, колишній контрабандист, а нині — «акулячий пастух» на «Акватиці»)
- LL Cool J — Шерман «Проповідник» Дадлі
- Жаклін Маккензі — Дженіс Гіґінз (іхтіолог)
- Майкл Рапапорт — Том «Скоґз» Скоґінз (інженер на «Акватиці»)
- Семюел Л. Джексон — Рассел Франклін (президент фірми «Кайміра Фармасьютикалз»)
- Стеллан Скашгорд — Джим Вітлок (медик)
- Аїда Туртурро — Бренда Кернс (диспетчер на станції «Акватика»)
- Френк Велкер — голос папуги

## Виробництво
Випущено в Сполучених Штатах 28 липня 1999 р.
Ренні Гарлін заявив, що Глибоке синє море (1999) було найважчим фільмом у його кар'єрі.
Для однієї зі сцен Томасу Джейну довелося плисти поруч зі справжньою живою акулою.
Загалом 14 різних спецефектів було створено для сцен з акулами у фільмі.
Літак, використаний у фільмі той самий, що знімали у фільмі «Шість днів, сім ночей» (1998).
Акули гинуть тими самими способами, що у фільмах серії «Щелепи». Першу знищує балон зі стисненим газом, другу вбиває високовольтний дріт, третю підриває вибухівка.

## Звукова доріжка
1. «Deepest Bluest»- 4:22 — LL Cool J
2. «Smokeman»- 2:39 — Smokeman
3. «I Found Another Man»- 4:11 — Natice
4. «Remote Control Soul»- 4:22 — Bass Odyssey
5. «Mega's on His Own»- 5:16 — Cormega (ft. Carl Thomas)
6. «Come Home with Me»- 3:50 — Amyth
7. «Say What»- 3:43 — LL Cool J
8. «Burn Baby Burn»- 3:35 — Simone Starks
9. «Just Because»- 4:10 — F.A.T.E.
10. «Get tha Money»- 4:27 — Hi-C (ft. DJ Quik)
11. «I Can See Clearly Now»- 5:15 — Chantel Jones
12. «El Paraiso Rico»- 3:27 — Deetah
13. «Good and Plenty»- 3:49 — Divine
14. «Deep Blue Sea Montage»- 6:12 — Trevor Rabin

## Критика
Фільм отримав змішані відгуки від критиків. Rotten Tomatoes дав йому рейтинг 56 %, 51 позитивний відгук з 91 огляду.